# X32 ABI
x32 ABI（英語：x32 Application Binary Interface）是一种ABI及Linux内核接口之一。它允许程序得到x86-64的优点（较大的CPU寄存器号码，更佳的浮点性能，更快的地址无关代码共享库，通过寄存器传递函数参数，更快的系统调用指令），而使用32位指针，从而避免了对64位指针的开销。

## 细节
尽管x32 ABI限制了程序的虚拟地址为4 GB，它也减小了程序的内存占用量，且在某些情况下，能使它运行得更快。在181.mcf SPEC CPU 2000基准测试中，x32 ABI版本比x86-64版本最多能快40%。一般而言，x32在SPEC CPU整数基准比x86-64快5-8%。在SPEC CPU浮点基准上，x86-64则毫无速度优势。
| 特性         | i386     | x32    | x86-64  |
| ------------ | -------- | ------ | ------- |
| 进程最大内存 | 4 GiB    | 4 GiB  | 128 TiB |
| 整数寄存器   | 6 (PIC)  | 16     | 16      |
| 浮点寄存器   | 8        | 16     | 16      |
| 指针         | 4位      | 4位    | 8位     |
| 64位元运算   | 否       | 是     | 是      |
| 浮点数       | x87      | SSE    | SSE     |
| 调用约定     | 内存     | 寄存器 | 寄存器  |
| PIC序言      | 2-3 insn | 无     | 无      |

## 历史
大多数情况下执行以ILP32模式编译的程序，但又能使用主要的64位CPU指令，这样的用户空间并非少见，特别是在“经典RISC”芯片领域中。例如，Solaris操作系统在SPARC和x86-64上就是这么做的。而对于Linux，SPARC和PowerPC上的Linux发行版，如Aurora SPARC Linux和Debian，也有ILP32用户空间。根本原因是LP64代码“更贵”，正如上文x86-64所述。就这方面而言，x32是“64位ILP32”概念在x86-64平台的延伸。
自从2003年Athlon 64发布以来，一些人就在讨论32位指针x86-64 ABI的好处，特别是2008年高德纳的研究。然而，在实现这种模式上，外界并没有看到有显著进展，直至2011年8月27日，汉斯·彼得·昂万在Linux内核邮件列表上宣布，他和H·J·鲁一直在x32-ABI上努力。
就在同一天，林纳斯·托瓦兹回应道，在x32 ABI中使用32位时间值，将来可能会导致问题。这是因为，使用32位时间值，将导致时间值在2038年溢出。根据这一要求，x32 ABI的开发者将时间值变为了64位。
2011年9月7日一个Linux Plumbers Conference上的演讲提及了x32 ABI。
x32 ABI于Linux 3.4起合并入内核，GNU C 函式庫 2.16中添加了相应支持。